# 설공찬전
설공찬전(薛公瓚傳)은 1511년(조선 중종 5년) 무렵 충청북도 음성군 출신의 채수(蔡壽)가 쾌재정에서 지은 고소설(古小說)로, 한문에서 한글로 번역된 최문번역본 소설이다.
1970년대에 최초로 설공찬전에 대한 소개가 이루어졌는데 그 이전에는 '불교소설'이라는 견해, '전기(傳奇)소설'이라는 견해 등 다양한 견해가 있었다. 이후 1996년 서경대학교 국어국문학과 이복규 교수에 의해 최초로 발견되었고, 1997년에 학계에 소개되면서, 대중매체나 학계에 많은 관심을 받았다.  
설공찬전은 일반 고소설과는 다르게 이문건의 <묵재일기>를 통해 발견되었다. 누군가 일기를 째고, 그 안에 글을 썼는데 설공찬전 말고도, 왕시전, 왕시봉전, 비군전, 주생전 등이 발견되었다. 
또한 묵재일기는 총 10권으로 필사본으로 전해지고 있는데, 각 권마다 이현보(李賢輔)의 '농암가(聾巖歌)'와 물품목록, 독서(讀書)목록, 누군가 제목을 지운 가사(歌辭) 등도 같이 발견되었다. 
먼저 왕시전은 <태평광기(太平廣記)> 소재 '무쌍전(無雙傳)'에 영향을 받았지만, 작가가 창작으로 새롭게 만든 소설이라고 볼 수 있고, 왕시봉전은 희곡인 '형차기'에 영향을 받은 소설이다. 그리고 농암가의 필사본은 이현보의 원본으로 추정되는 작품이라는 점에서 의미가 있고, 독서목록에서는 사대부들이 어떤 책을 소장했고, 어떤 책을 읽었는지 등 역사적으로도 의미가 있다고 볼 수 있다. 
채수가 중종반정 이후 은거한 쾌재정은 현재 경상북도 상주시 이안면 가장리에 있는 정자이다. 순창에 살던 설공찬이 주인공으로 《중종실록》에서는 ‘설공찬전(薛公瓚傳)’, 어숙권(魚叔權)의 《패관잡기(稗官雜記)》에서는 설공찬의 영혼이 다시 돌아온다는 소설내용을 바탕으로 ‘설공찬환혼전(薛公瓚還魂傳)’으로 표기하였고, 국문본에서는 ‘설공찬이’로 표기하고 있다.

## 줄거리와 등장인물
순창에 살던 설충란에게는 남매가 있었는데, 딸은 혼인하자마자 바로 죽고, 아들 공찬도 장가들기 전에 병들어 죽는다. 설공찬 누나의 혼령은 설충란의 동생인 설충수의 아들 공침에게 들어가 병들게 만든다. 설충수가 불러온 주술사 김석산이 혼령을 내쫓자 혼령은 공찬이를 데려오겠다며 물러간다. 곧 설공찬의 혼령이 사촌동생 공침에게 들어가 오가며, 설충수를 장난삼아 속이기도 한다.
설충수가 다시 김석산을 부르자 공찬은 공침을 극도로 괴롭게 하는데, 설충수가 다시는 그러지 않겠다고 빌자 공침의 모습을 회복시켜 준다. 공찬은 사촌동생 설원과 윤자신을 불러오게 하는데, 이들이 저승 소식을 묻자 다음과 같이 전해 준다.
그에 따르면, 저승의 위치는 바닷가이고 이름은 단월국, 임금의 이름은 비사문천왕이다. 저승에서는 심판할 때 책을 살피는데, 비사문천왕이 잡힌 사람에게 매질을 가하면서, 가족이름을 대라고 한다. 가족이름을 대면, 명이 다한 사람은 잡아가고, 그렇지 않으면 안 잡아간다고 한다. 다행히 공찬은 저승에 먼저 와 있던 증조부 설위의 덕으로 풀려났다. 이승에서 선하게 산 사람은 저승에서도 잘 지내나, 악한 사람은 고생을 하거나 지옥으로 떨어진다. 이승에서 왕이었더라도 주전충처럼 반역해서 집권하였으면 지옥에 떨어지며, 간언하다 죽은 충신은 저승에서 높은 벼슬을 하고, 여성도 글만 할 줄 알면 관직을 맡을 수 있다.
하루는 저승에 있는 궁중(宮中)에서 연회(宴會)가 열렸는데 그 궁중은 중국에 있는 궁보다 더 화려했다고 한다. 그리고 각 중국의 역대 황제들과 신하들이 한 자리에 모여있었다. 거기에는 조선조 연산군 시대에 활동한 민후라는 사람도 있고, 설위 옆에 공찬이가 앉아있었다. 성화 황제가 사람을 시켜 자기가 총애하는 신하의 저승행을 1년만 연기해 달라고 염라대왕에게 요청하는데, 이에 염라대왕은 "황제가 천자라 하나 사람 죽이고 살리는 것은 내 권한밖에 일이다."라며 허락하지 않는다. 당황한 성화 황제가 친히 염라대왕에게 부탁하자, 염라대왕은 그 신하를 잡아오게 해 손을 삶으라고 한다. 그 이후에는 중간에 필사(筆寫)하다가 말았다.
현전하는 <설공찬전>에 나오는 등장인물은 다음과 같다.
1. 설공찬-결혼도 못해보고 일찍 요절(夭折)했음. (씨족원류 등에서는 공찬과 공침을 각각 공양(公養)과 공심(公甚)으로 표기되어 있음. 이에 이복규 교수는 당시 연좌제(緣坐制)에 의해 이름을 우회적으로 지었을 가능성이 있다고 보았음. 공심에서 심(甚)이라는 발음은 후에 구개음화(口蓋音化)를 통해 '침'으로도 발음한다고 보았음. 이복규「설공찬전」이 실화에서 유래한 소설일 가능성. 국제어문 2003 참고.)
2. 공찬의 누나-이름은 안 나옴. 대신 누이의 실존 가능성에서 최윤조의 아내인 순창설씨로 추정하였다. 공침의 영혼에 잠시 들어왔다가 공찬이를 데리고 옴. ('<薛公瓚傳>에 등장하는 '설공찬 누이'의 實存 가능성. 택민국학연구원 참고')
3. 설충수-공찬의 아버지. 실존인물이고 경주순창설씨대동보 라는 족보에 실려있고 무덤도 있음.
4. 설충란-공침의 아버지. 실존인물이고 경주순창설씨대동보 라는 족보에 실려있고 무덤도 있음.
5. 설공침-공찬의 영혼이 들어가고 공찬과 다르게 공부도 못하고 아무 능력도 없었음. 후에 공찬의 누님이나 공찬이가 들어가는 암시 역할을 함.
6. 김석산-무당. 공침에 몸 속에 있는 공찬의 영혼과 싸움. 허구적 인물.
7. 비사문천왕(毘沙門天王)-저승을 관장하는 신. 작품속에서는 명나라 천자 보다 위에 있음. 또한 염라대왕 밑에 있는 존재. 불교에 나오는 신.
8. 성화황제-명나라 천자(天子). 자신이 총애하는 신하 애박이를 1년 후에 늦게 데려오라고 염라대왕에게 부탁함.
9. 애박이-허구적 인물. 명나라 천자가 총애하는 신하. 염라대왕이 애박이를 잡아서 끓는 솥에 손을 넣음.

## 탄압받은 이유와 문학사적 의의와 평가
《설공찬전》으로 발표된 이 작품은 조선(朝鮮) 최초의 금서(禁書)로 규정되어 탄압받았을 만큼, 널리 조야(朝野, 조정과 민간)에 널리 알려지게 되고, 이 소식이 사헌부까지 알려지지게 되고, 이로 인해 최초로 조선왕조실록에 실려 있는 중종(中宗)실록에도 올랐으니, 소설의 대중화(大衆化)를 이룬 첫 작품이라고도 할 수 있다.
이복규 교수는 <설공찬전>이 탄압받은 이유가 당시 중종 정권에 대한 비판이 들어가 있다고 보았다. 소설에서 "주전충 같은 사람은 지옥에 떨어진다."라는 표현이다. 주전충은 왕과 신하들을 죽이고 자신이 왕이 되었던 인물이다. 이와 비슷하게 연산군 시절에 중종반정이 일어나게 됨에 따라, 연산군은 물러나게 되고, 중종이 왕위에 올라가게 된다. 하지만 채수는 이에 반대했다고 한다. 채수가 지은 '나재집(懶齋集)'에서 확인할 수 있는데 채수의 사위인 김감이 채수에게 술을 많이 먹이면서 취하게 만들었고, 채수를 경복궁 문 앞에 세워놓게 되었다. 이를 안 채수는 "어찌 사람이 할 행동인가 어찌 사람이 할 행동인가!" 라며 크게 원통했다고 한다. 이후 인천군(仁川君)이라는 공신(功臣)을 받았는데 이후 관직을 버리고 경북 상주에 있는 쾌재정을 지어 남은 여생을 보냈다고 한다. 남은 여생을 보내면서 만든 것이 바로 <설공찬전>이라고 한다. 소설 속 주전충이라는 비유를 통해 중종이 반역으로 왕위에 오르는 것을 우의적으로 비판한 대목이라고 할 수 있다. 또한 당시 문란한 내용도 문제가 되었는데 저승에서 여성들은 글만 알면 어떤 일이든 맡을 수 있다는 대목이었다.
<설공찬전>이 국문(國文)으로 번역되어 유통된 것은 이러한 인기와 대중성을 확보하는 데 결정적인 요인으로 작용한 것으로 보이며, 이 작품의 국문본은 우리 소설 연구에서 번역체 국문소설(광의의 국문소설)의 가치를 적극 평가할 필요성을 강하게 일깨워 준다.
<홍길동전>보다 100년 앞선 최초의 국문 번역본 소설인 <설공찬전>의 산실인 쾌재정(快哉亭)은 채수의 삶과 학문이 녹아있는 정자이다. 이 곳은 조선 초 문신이며 문장가, 중종반정공신으로 인천군(仁川君)에 책봉되었던 나재(懶齋) 채수(蔡壽,1449～1515)가 중종반정 이후 이조참판직에서 물러나 낙향(落鄕)하여 지었다. 그가 쾌재정에서 지은 소설인 <설공찬전>은, 당시 훈구대신과 신진사류의 갈등이 본격화되는 정치적 상황에서 저승을 다녀온 주인공 설공찬이 당시의 정치적 인물에 대한 염라대왕의 평을 소설화한 작품이다.
또한 '쾌재정기'라는 채수가 직접 쓴 시가 전해지고 있다.
老我年今六十六 / 늙은 내 나이 금년에 예순여섯 
因思往事意茫然 / 지난일 생각하니 생각이 아득하다 
少年才藝期無敵 / 소년 시절에는 재예(才藝)로 대적할 자 없기를 기약하였고 
中歲功名亦獨賢 / 중년에는 공명이 또한 홀로 훌륭하였다 
光陰滾滾繩歎繫 / 세월은 흐르고 흘러 탄식에 묶여 매였고 
雲路悠悠馬不前 / 청운의 길 아득한데 말은 달리지 않는구나 
何似盡抛塵世事 / 어찌하면 티끌세상의 일 다 벗어던지고 
蓬萊頂上伴神仙 / 봉래산 정상의 신선과 짝이 될 수 있을까.

18세기 후반에 지어진 산정형(山頂形) 정자로서 쾌재정이 보여주는 익공형식과 화반장식, 처마 앙곡 등의 수법은 건축적 가치가 있는 것으로 평가되며, 최초의 국문 번역본 소설인 <설공찬전>이 이곳에서 지어졌다는 역사성을 인정하여 경상북도  문화재자료  제581호로 지정되었다.
이 작품이 지니는 국문학사(國文學史)적 가치는 지대하다. 이 작품은 <금오신화>에 이어 두 번째로 나온 소설로서, <금오신화>(1465∼1470)와 《기재기이》(企齋記異, 1553년) 사이의 공백을 메꾸어 주는 작품이다. 특히 그 국문본은 한글로 표기된 최초의 소설(최초의 국문번역소설)로서, 이후 본격적인 국문소설(창작국문소설)이 출현하게 되는 데 결정적인 역할을 하였다고 평가된다. 그리고 석주 권필이 창작한 주생전(周生傳)이 국문본으로 써져있다는 점에서도 소설이 이미 대중화 단계에 접어들었다고 볼 수 있다.
그 동안 학계에서는 최초의 국문소설로 알려진 <홍길동전>이 장편인 데다 완벽한 구조를 지니고 있어, 필시 그 이전에 어떤 형태로든 국문표기 소설이 있었을 것으로 추정해 왔다. 그러나 그 중간 작품으로 제시된 <안락국태자전(安樂國太子傳)>·<왕랑반혼전(王郞返魂傳)> 등이 모두 소설이 아닌 불경의 번역이라 안타까워했는데, <설공찬전> 국문본이 발견됨으로써 이 가설이 물증으로 증명되었다.
그리고 소설이 '설화->소설'로 이행한다면, 설공찬전은 '실화->소설'로 이행한 대표적 사례가 된다. 대체로 소설의 원천은 설화를 바탕으로 입으로 전해지던 것이, 후에 한문이나 한글이 발생하게 됨에 따라 자신의 감정을 글로 표현할 수 있게 되었고, 또한 입으로 전해지던 것을 기록할 수 있게 되었다. 설공찬전 같은 경우는 나오는 등장인물이 실제 가문에도 전해지고 있고, 무덤까지 존재하고 있는 실존인물이라고 볼 수 있고, 설공찬전에 쓰여져 있는 설공찬이 죽은 이후 삼년상(三年喪)을 치르는 부분인 '정덕 무진년(戊辰年)'이라던가 자세한 시.공간이 묘사되어 있다는 점에서도 실화를 바탕으로 했다는 근거가 될 것이다. 그리고 중종실록에 기록 돼있는 영사관 김수동(金壽童)의 대화와 검토관 황허현(黃汝獻)에서도 채수가 설공찬의 가족이라는 것과 있는 그대로 기록했다는 말이 있다.
중종실록 14권, 중종 6년 9월 20일 정묘
조강에 나아갔다. 대사헌 남곤·헌납 정충량이 전의 일을 아뢰었으나, 받아들이지 않았다. 영사 김수동이 아뢰기를,
"들으니, 채수의 죄를 교수(絞首)로써 단죄하였다 하는데, 정도(正道)를 붙들고 사설(邪說 좋지 않은 이야기)을 막아야 하는 대간의 뜻으로는 이와 같이 함이 마땅하나, 채수(蔡壽)가 만약 스스로 요망한 말을 만들어 인심을 선동시켰다면 사형으로 단죄함이 가하지만, 다만 기양(技癢 쓰고자 하는 욕구)의 시킨 바가 되어 보고 들은 대로 망녕되이 지었으니, 이는 해서는 안 될 것을 한 것입니다. 그러나 형벌과 상은 중(中)을 얻도록 힘써야 합니다. 만약 이 사람이 죽어야 된다면, 《태평광기(太平廣記)》·《전등신화(剪燈新話)》 같은 유를 지은 자도 모조리 베어야 하겠습니까?"(중략)
검토관 황여헌(黃汝獻)은 아뢰기를,
"채수의 《설공찬전》은 지극한 잘못입니다. 설공찬은 채수의 일가(一家) 사람이니, 채수가 반드시 믿어 혹하여 저술하였을 것입니다. 이는 세교(世敎)에 관계되고 치도(治道)에 해로우니, 파직은 실로 너그러운 법이요 과중한 것이 아닙니다."

조선전기에는 이미 금오신화가 저술되었지만, 금오신화는 구우(瞿佑)의 전등신화(剪燈新話)를 바탕으로 김시습(金時習)이 새롭게 윤색해서 만든 허구적인 작품이다.
하지만 채수의 <설공찬전>에서는 확실한 연도와 인물 그리고 조선왕조실록에 기록들을 근거로, 설공찬이 겪었던 이야기와 작가가 말하고자 하는 것을 바탕으로 실화와 허구를 바탕으로 창작하였다고 볼 수 있다. 또한 조선왕조실록 말고도 '씨족원류'나 '문화류씨세보' 등에도 설씨가문에 대한 기록이 나와있다. 거기에는 공찬과 공침을 공양(公養)과 공심(公甚)으로 기록되어 있다. 아마 1511년에 필화(筆禍)사건이 일어나게 됨에 따라 이름을 다르게 표기했을 가능성이 높다.
한편, SBS 교양 프로그램 <깜짝 스토리랜드> 2002년 8월 13일 방송분에서는 해당 소설을  전형적인 괴기소설인 것처럼 소개하여 논란을 빚기도 했다.

## 참고 자료
<도서>
- 장윤선. [조선의 선비 귀신과 통하다]. 이숲. 2008
- 이종문. [조선의 문화공간]. 휴머니스트. 2006
- 이복규, [설공찬전 연구]. 박이정. 2003
- 이복규, [초기 국문 국문본 소설]. 박이정. 1998
- 이복규, [설공찬전 주석과 관련자료]. 시인사. 1998
- 이복규, [우리 고소설 연구]. 역락. 2004
- 이복규, [설공찬전의 이해]. 지식과 교양. 2018
- 간호윤. [아름다운 우리 고소설]. 김영사. 2010
- 이상주. [묵재 이문건의 문학과 예술세계]. 다운샘, 2013

<학술논문>
- 사재동 「薛公瓚傳」의 몇 가지 問題 어문연구 25권 pp.267~294, 1225-0783 KCI. 어문연구학회 1994
- 이복규, [『默齋日記』附帶記錄에 대하여 : 도서목록·<聾巖歌>·물품목록·애정가사] 동방학 3('97.12) pp.37-73 1598-1452 KCI. 한서대학교 동양고전연구소
- 이복규, [<薛公瓚傳>에 등장하는 '설공찬 누이'의 實存 가능성] 국학연구론총 통권16호 (2015년 12월) pp.355-372 2005-1999. 택민국학연구원
- 이복규.「설공찬전」이 실화에서 유래한 소설일 가능성. 국제어문 2003
- 이복규, <설공찬전>·<주생전> 국문본 등 새로 발굴한 5종의 국문표기소설 연구 : 필사연대 추정과 소설사적 의의를 중심으로 고소설연구 제6집 (1998. 12)KCI. 한국고소설학회 1998
- 소인호. [설공찬전 재고]. 어문논집 1998
- 정상균. [설공찬전 연구] 고전문학과 교육. 1999
- 김혜정. 고소설 <설공찬전>의 현대적 변용 양상 연구. 서경대학교 대학원. 2005
- 이복규.<설공찬전>, <주생전> 국문본 등 새로 발굴한 5종의 국문표기소설연구: 필사연대추정과 소설사적 의의를 중심으로. 고소설 연구. 한국고소설학회. 1998
- 정환국.「설공찬전(薛公瓚傳)」 파동과 16세기 소설인식의 추이. 민족문화사 연구. 민족문학사학회. 2004
- 유가현, 문학교과서 제재로서의 <설공찬전> 연구. 강원대학교 국어교육 석사논문. 2009